# Flagga (data)
Inom programmering och processorarkitektur är en flagga en binär variabel som används för att ange två olika tillstånd. Ofta samlar man flaggor i ett heltal, där de olika bitarna är flaggor för olika tillstånd. Flaggor kan sättas (ges värdet 1), nollställas (ges värdet 0) och avläsas.

## Exempel

### Processorns statusregister
I, till exempel, 6502-processorns statusregister lagras följande information som ett åttabitars heltal:
| Bit | Betydelse |
| --- | --- |
| 0   | Carry-biten. Sätts till 1 om resultatet av en instruktion som stödjer carry överskrider 8 bitar. Kan sättas manuellt med CLC- och SEC-instruktionerna. |
| 1   | Zero-biten. Sätts till 1 om resultatet av en instruktion är noll.                                                                                      |
| 2   | IRQ Disable. Stänger av all avbrottshantering om biten är satt. Manipuleras med CLI- respektive SEI-instruktionerna.                                   |
| 3   | Decimal mode. Försätter processorn i BCD-läge. Manipuleras med CLD- respektive SED-instruktionerna.                                                    |
| 4   | BRK command. Sätts av instruktionen BRK, triggar ett non-maskable interrupt.                                                                           |
| 5   | Oanvänd. |
| 6   | Overflow-biten. Håller reda på om en räkneoperation involverandes negativa tal har hamnat utanför talrymden.                                           |
| 7   | Negative-biten. Sätts om högsta biten i resultatet av en instruktion är satt.                                                                          |